# 小泉内閣総理大臣談話

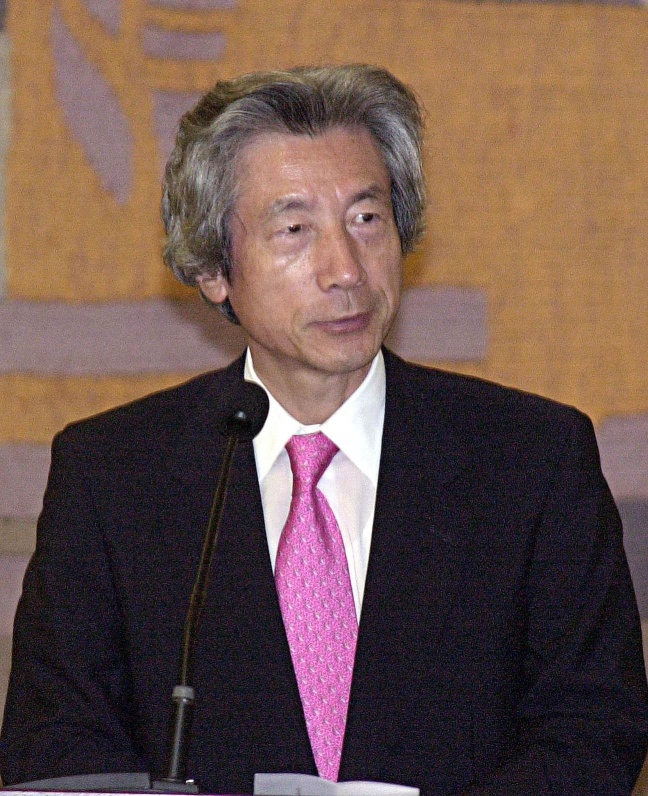
小泉純一郎

小泉内閣総理大臣談話（こいずみないかくそうりだいじんだんわ）は、2005年8月15日の戦後60周年記念式典に際して、第88代内閣総理大臣の小泉純一郎が閣議決定に基づき発表した声明。小泉談話（こいずみだんわ）、戦後60年談話として知られる。

## 概要
この内閣総理大臣談話は、1945年8月15日の終戦から60年経った2005年8月15日に、内閣総理大臣の小泉純一郎が閣議決定に基づいて発表した声明である。1995年に第81代内閣総理大臣の村山富市が戦後50周年の終戦記念日にあたって（村山談話）を発表して以降、日本は村山談話を政府の公式見解としており、歴代内閣もそれを踏襲してきた。小泉談話の内容も、この村山談話を概ね踏襲している。村山談話の発表から10年が経過し、戦後60周年の節目の年にあたることから、新たな談話として閣議決定された。

## 内容
談話は、戦争の惨禍で命を落とした者への哀悼と、不戦の決意の表明から始まっている。植民地支配と侵略によって諸国民に損害と苦痛を与えたことを認め、謝罪と哀悼の意を表するとともに再び戦争を起こさない決意を表明している。
また、戦後の意義に踏み込み、「我が国の戦後の歴史は、まさに戦争への反省を行動で示した平和の60年」だと謳っている。
次に、日本の全ての国民は国際平和を希求しているとして、他国と協力して平和の維持、発展を目指す考えを示している。そのうえで、正しい歴史認識の下に、アジア諸国との未来志向の協力関係の構築を目指すとしている。

## 村山談話との比較
村山談話との共通点は、「植民地支配」「侵略」「多くの国々、とりわけアジア諸国の人々に対して多大の損害と苦痛を与えました」「痛切な反省」「心からのお詫びの気持ち」との表現が用いられたことである。一方、「国策を誤り、戦争への道を歩んで国民を存亡の危機に陥れ」という表現は小泉談話では用いられていない。他、「戦後処理問題」への言及も小泉談話ではされていない。

## 関連人物
- 小泉純一郎
- 村山富市